# Зарибени!
„Зарибени!“ (на английски: Warped!) е американски комедиен сериал по идея на Кевин Копелоу и Хийт Сейферт, който се излъчва по Nickelodeon от 16 януари до 31 март 2022 г. В сериала участват Кейт Годфри, Антон Старкман, Ариана Молкара и Кристофър Мартинес.

## Актьорски състав

### Главни герои
- Кейт Годфри – Руби
- Антон Старкман – Майло
- Ариана Молкара – Дарби, приятелка на Руби и Майло
- Кристофър Мартинес – Хърли, приятел на Майло и Руби

### Второстепенни герои
- Макензи Лий-Фостър – Рен
- Милан Картър – Уилсън, шеф на Майло и Руби

## Продукция
На 23 октомври 2020 г. е обявено, че Nickelodeon поръчва пилот за Warped!, комедиен сериал, който се развива в магазин за комикси, създаден от Кевин Копелоу и Хийт Сейферт, които също са изпълнителни продуценти с Кевин Кей. На 18 март 2021 г. е обявено, че Nickelodeon официално одобрява Warped! като комедиен сериал. Актьорският състав на сериала включва Кейт Годфри като Руби, Антон Старкман, Ариана Молкара като Дарби и Кристофър Мартинес като Хърли. Пилотният епизод е режисиран от Джонатан Джъдж. На 20 декември 2021 г. е обявено, че премиерата на сериала ще е на 20 януари 2022 г. и освен това сериалът започва да се излъчва на 16 януари 2022 г. Сериалът свършва след единствения си сезон на 31 март.

## В България
В България сериалът започва излъчване по локалната версия на „Никелодеон“ от 30 май 2022 г., с разписание всеки делник от 19:50 ч.
По-късно е достъпен в стрийминг платформата SkyShowtime под заглавието „Изкривен!“.

### Нахсинхронен дублаж
| Роля          | Изпълнител           |
| ------------- | -------------------- |
| Рен           | Александра Стефанова |
| Дарби         | Александрина Бачева  |
| Хърли         | Кристиян Върбановски |
| Майло         | Константин Димитров  |
| Руби          | Юлия Лилова          |
| Четец надписи | Виктор Иванов        |

| Обработка           | студио „Про Филмс“ |
| ------------------- | ------------------ |
| Режисьор на дублажа | Николай Петров     |
| Преводач            | Дара Цветкова      |